# Социјалдемократска иницијатива
Социјалдемократска иницијатива (алб. Nisma Socialdemokrate), позната и као Нисма, је политичка странка у Републици Косово. Основали су је Фатмир Лимај и Јакуп Краснићи, бивши чланови Демократске партије Косова (ДПК) и терористичке Ослободилачке војске Косова (ОВК).